# 維瑟皮夫齊
49°39′57″N 25°24′50″E / 49.66583°N 25.41389°E
維瑟皮夫齊（羅馬化：Vysypivtsi）是烏克蘭的村落，位於該國西部捷爾諾波爾州，由捷尔诺波尔区負責管轄，處於內斯泰里夫卡河畔，距離科庫特基夫齊0.5公里，始建於1785年，面積1.18平方公里，2001年人口297。